# Asteriks
Asteriks (fr. Astérix) – francuska seria komiksowa stworzona przez René Goscinnego (scenariusz tomów 1–24) i Alberta Uderzo (rysunki do tomów 1–34; scenariusz tomów 25–34), kontynuowana przez Jeana-Yves’a Ferriego (scenariusz od tomu 35.) i Didiera Conrada (rysunki od tomu 35.). Po raz pierwszy postać Asteriksa pojawiła się w magazynie „Pilote” 29 października 1959.

## Główni bohaterowie i miejsce akcji
- Asteriks – tytułowy bohater jest Galem zamieszkującym niewielką wioskę w Galii, wyróżnia się sprytem. Bohaterowi w jego przygodach często towarzyszy przyjaciel: Obeliks, ze swym psem Idefiksem. Rodzicami Asteriksa są: Pralina i Astronomiks.
- Obeliks – dostawca menhirów, przyjaciel Asteriksa. Kiedy był mały, wpadł do kotła z magicznym napojem; dzięki temu posiada nieograniczoną siłę. Od lat zakochany w Falbali.
- Panoramiks – druid, a zarazem jedyna osoba, która potrafi przygotować magiczny napój, dający nadludzką siłę. Często ratuje bohaterów z opresji.
- Idefiks – pies Obeliksa, nieodłączny towarzysz podróży bohaterów[1].

### Mieszkańcy osady
- Długowieczniks (fr. Agecanonix; we wcześniejszych zeszytach serii nazywany też Ramoliksem) – najstarszy Gal w wiosce, z tego powodu nazywany czasami seniorem osady. Urodzony w Gergowii[2].
- Tenautomatiks (fr. Cétautomatix; we wcześniejszych numerach serii nazywany też: Automatiks lub Parabeliks) – Gal, wioskowy kowal. Obok rzemiosła do najczęściej przez niego wykonywanych czynności należy narzekanie na świeżość ryb Ahigieniksa i uciszanie barda Kakofoniksa[3].

### Postacie historyczne
- Gajusz Juliusz Cezar – wielki wódz i dożywotni dyktator Rzymu. W pewnym stopniu jest głównym wrogiem Asteriksa, choć okazyjnie pomagają sobie nawzajem.
- Marek Juniusz Brutus – adoptowany syn Cezara. Główny antagonista w albumie Syn Asteriksa.
- Cezarion – syn Juliusza Cezara i Kleopatry.
- królowa Kleopatra – królowa Egiptu i wielka miłość Juliusza Cezara.

### Galijska wioska
Miejscem zamieszkania Asteriksa i jego galijskich przyjaciół jest wioska, położona w Armoryce (obecnie Bretania na wybrzeżu Oceanu Atlantyckiego) i otoczona przez cztery warowne obozy rzymskie: Rabarbarum (fr. Babaorum), Akwarium (fr. Aquarium), Relanium (fr. Laudanum) i Delirium (fr. Petibonum). Jest to także jedyne miejsce w Galii, opierające się władzy Rzymu po kampanii Juliusza Cezara.
W jednym z wywiadów Albert Uderzo zasugerował, że inspiracją dla wioski Galów mogła być miejscowość Erquy, którą regularnie odwiedział w dzieciństwie.

## Wydania i popularność
Pierwszy komiks o przygodach Asteriksa i jego przyjaciół został wydany w magazynie Pilote 29 października 1959, w 1961 wydano pierwszy osobny album Astérix le Gaulois. Komiks stał się bardzo popularny i lubiany, nie tylko we Francji. Pierwszy francuski satelita typu A-1, wystrzelony w 1965, został mianowany imieniem „Astérix”. Do dziś ukazały się 44 (w tym dwa tomy specjalne) komiksy o Asteriksie, 10 filmów animowanych, 5 filmów fabularnych oraz kilka gier komputerowych. W polskiej wersji językowej serię komiksów wydaje Egmont Polska.

## Tomy
| Nr                        | Wydanie polskie                                             | Wydanie oryginalne                                                             | Streszczenia |
| ------------------------- | ----------------------------------------------------------- | ------------------------------------------------------------------------------ | --- |
| 1                         | Przygody Gala Asteriksa (1990)                              | Astérix le Gaulois (1961)                                                      | Chcąc poznać tajemnicę siły Galów, Rzymianie wysyłają do osady szpiega. Następnie, odkrywszy istnienie magicznego eliksiru, Rzymianie porywają Panoramiksa. Z pomocą druidowi przychodzi Asteriks. |
| 2                         | Złoty sierp (1991)                                          | La Serpe d’or (1962)                                                           | Asteriks i Obeliks udają się do Lutecji, aby kupić Panoramiksowi nowy złoty sierp. Przy okazji rozbijają miejscowy gang, który porwał kuzyna Obeliksa, zajmującego się wyrabianiem owych narzędzi. |
| 3                         | Asteriks i Goci (1992)                                      | Astérix et les Goths (1963)                                                    | Panoramiks zostaje porwany przez Gotów podczas dorocznego zjazdu Druidów. Na ratunek ruszają Asteriks i Obeliks. |
| 4                         | Asteriks gladiator (1991)                                   | Astérix gladiateur (1964)                                                      | Kakofoniks został ofiarowany Cezarowi jako podarek. Asteriks i Obeliks wybierają się do Rzymu, aby uwolnić swojego współplemieńca. Aby dostać się do Koloseum (gdzie Bard ma zostać rzucony lwom), zostają Gladiatorami. |
| 5                         | Wyprawa dookoła Galii (1992)                                | Le Tour de Gaule d'Astérix (1965)                                              | Wokół osady Galów powstała palisada Rzymian. Aby ją zburzyć, Asteriks założył się z Rzymianami, że obejdzie całą Galię i z każdego jej regionu przywiezie jakiś specjał. |
| 6                         | Asteriks i Kleopatra (1992)                                 | Astérix et Cléopâtre (1965)                                                    | Kleopatra zakłada się z Cezarem, że w ciągu trzech miesięcy na środku pustyni powstanie najwspanialszy na świecie pałac. Budowniczy owej budowli, Numernabis, prosi o pomoc Panoramiksa, z którym udają się także Asteriks, Obeliks i Idefiks. |
| 7                         | Walka wodzów (1992)                                         | Le Combat des chefs (1966)                                                     | Rzymianie postanawiają przy pomocy przyjaznego im wodza, Kolaboriksa, opanować wioskę Galów. Żeby tego dokonać, Kolaboriks musi wyzwać Asparanoiksa na pojedynek. Co gorsza, Panoramiks dostał menhirem Obeliksa w głowę i stracił pamięć, a, co za tym idzie, nie może przyrządzać napoju magicznego.                                                                          |
| 8                         | Asteriks u Brytów (1992)                                    | Astérix chez les Bretons (1966)                                                | Kuzyn Asteriksa, Bryt Mentafiks, prosi Galów o pomoc. Jego wiosce zagraża niebezpieczeństwo ze strony Rzymian. Pomóc może tylko napój magiczny, który Galowie muszą przetransportować w beczce. |
| 9                         | Asteriks i Normanowie (1992)                                | Astérix et les Normands (1966)                                                 | Normanowie wyruszają na poszukiwania mistrza strachu, który ma nauczyć ich bania się, bo podobno strach dodaje skrzydeł. Tymczasem Asteriks i Obeliks dostają polecenie od wodza wioski, aby wytrenować jego bratanka, Skandaliksa (Egocentryksa lub Trendiksa w innych tłumaczeniach). Niestety, młodzieniec zostaje porwany. W ślad za nim ruszają Asteriks i Obeliks.        |
| 10                        | Asteriks legionista (1993)                                  | Astérix légionnaire (1967)                                                     | Do osady Galów przybywa Falbala, w której zakochuje się Obeliks. Niestety, dostaje niebawem list, którego treść mówi, że jej narzeczony, Tragikomiks, został zmuszony przez Rzymian do wstąpienia do legionu rzymskiego. Asteriks i Obeliks ruszają mu na ratunek. |
| 11                        | Tarcza Arwernów (1993)                                      | Le Bouclier arverne (1968)                                                     | Cezar postanawia udowodnić Galom, że jest ich panem. Aby to uczynić, potrzebuje tarczy ich wodza, Wercyngetoryksa. Tarcza ta jednak znikła dawno temu. W poszukiwaniach prowadzonych przez wysłanników Cezara przeszkadzają Asteriks i Obeliks. |
| 12                        | Asteriks na igrzyskach olimpijskich (1993)                  | Astérix aux Jeux olympiques (1968)                                             | Podczas polowania Asteriks i Obeliks natrafiają na rzymskiego legionistę, trenującego bieg przed igrzyskami olimpijskimi. Postanawiają razem z innymi mieszkańcami wioski wziąć udział w igrzyskach. |
| 13                        | Asteriks i kociołek (1993)                                  | Astérix et le chaudron (1969)                                                  | Do osady Galów przybywa wódz innego galijskiego plemienia, Amoralfiks, który powierza Galom swój kociołek ze złotymi monetami. Asteriks miał pilnować kociołka, jednak ten zniknął i bohater zostaje wygnany przez Asparanoiksa do czasu, kiedy nie odzyska pieniędzy Amoralfiksa.                                                                                              |
| 14                        | Asteriks w Hiszpanii (1993)                                 | Astérix en Hispanie (1969)                                                     | Wzięty do niewoli przez Rzymian syn wodza Iberów Cebullanki y Grzanki, Pepe, zostaje przypadkowo uwolniony przez Asteriksa i Obeliksa, którzy postanawiają odwieźć go do ojczyzny. |
| 15                        | Niezgoda (1993)                                             | La zizanie (1970)                                                              | Cezar wysyła do wioski Asparanoiksa intryganta, Tuliusza Destrukcjusza, z zadaniem skłócenia Galów i rozbicia ich jedności. |
| 16                        | Asteriks u Helwetów (1994)                                  | Astérix chez les Helvètes (1970)                                               | Kwestor Inkoruptus zostaje otruty. Panoramiks próbuje mu pomóc. Asteriks i Obeliks wyruszają do Helwecji po szarotkę – składnik odtrutki. |
| 17                        | Osiedle bogów (1994)                                        | Le domaine des dieux (1971)                                                    | Cezar po raz kolejny próbuje podporządkować sobie galijską wioskę. Aby tego dokonać, postanawia wybudować wokół niej osiedla dla Rzymian. Sądzi, że ich obecność pomoże w poskromieniu mieszkańców wioski. |
| 18                        | Laury Cezara (1994)                                         | Les lauriers de César (1972)                                                   | W wyniku zakładu wodza z jego szwagrem, Asteriks i Obeliks muszą zdobyć wieniec laurowy z głowy Cezara. W tym celu wyruszają do Rzymu i w ramach prób dostania się do pałacu postanawiają sprzedać się na targu niewolników. |
| 19                        | Wróżbita (1994)                                             | Le devin (1972)                                                                | Podczas nieobecności druida Panoramiksa do wioski przybywa wróżbita. Zasiewa wśród wszystkich mieszkańców lęk i obawy. Tylko Asteriks nie chce uwierzyć w szczerość intencji szarlatana i postanawia przeszkodzić mu w intrydze. |
| 20                        | Asteriks na Korsyce (1994)                                  | Astérix en Corse (1973)                                                        | Galowie uwalniają korsykańskiego wodza – wygnańca, Okatarinetabellaczikcziksa, z rąk Rzymian i wyruszają wraz z nim na Korsykę. |
| 21                        | Podarunek Cezara (1994)                                     | Le Cadeau de César (1974)                                                      | Cezar oddaje na własność wiecznie pijanemu legioniście galijską wioskę, zamieszkiwaną przez Asteriksa i Obeliksa. Pijaczyna natychmiast sprzedaje ją w oberży za dzban wina. Karczmarz, Ortopediks, udaje się wraz z żoną i córką po swoją własność. |
| 22                        | Wielka przeprawa (1995)                                     | La Grande traversée (1975)                                                     | Asteriks i Obeliks wypływają na ryby. Nagle zrywa się burza, w czasie której gubią drogę. Szukając drogi powrotnej niechcący dopływają do Ameryki, spotykają tam także wikingów. |
| 23                        | Obeliks i spółka (1995)                                     | Obélix et compagnie (1976)                                                     | Cezar po raz kolejny chce zniszczyć wioskę Galów. Aby tego dokonać, postanawia zmienić ich (z pomocą złota) w dekadentów. Za główne narzędzie zniszczenia obiera menhir. |
| 24                        | Asteriks u Belgów (1995)                                    | Astérix chez les Belges (1979)                                                 | Usłyszawszy słowa Cezara, który stwierdził, że Belgowie są najdzielniejszym ludem, Asparanoiks wyrusza do Belgii, aby udowodnić, że to Galowie są najodważniejsi. W podróży towarzyszą mu Asteriks i Obeliks. |
| 25                        | Wielki rów (1996)                                           | Le grand fossé (1980)                                                          | Historia Romea i Julii osadzona w czasach przed Chrystusem. Aby jednak nie zakończyła się tak jak jej pierwowzór, do akcji wkraczają Asteriks i Obeliks. |
| 26                        | Odyseja Asteriksa (1996)                                    | L’Odyssée d’Astérix (1981)                                                     | Galowie wyruszają na Bliski Wschód po olej skalny – niezbędny składnik magicznego napoju. Towarzyszy im druid (szpieg Cezara) Zerozerosiódmiks. |
| 27                        | Syn Asteriksa (1996)                                        | Le Fils d’Astérix (1983)                                                       | Asteriks pod drzwiami domu znajduje dziecko w koszyku. Jest to przyczyną dyskusji o moralności w wiosce, a także wizyty Brutusa w Armoryce, który z pewnych powodów chce zdobyć owo niemowlę dla siebie. |
| 28                        | Asteriks u Reszehezady (1997)                               | Astérix chez Rahazade (1987)                                                   | Do galijskiej wioski przybywa fakir Cozamara. Prosi Galów o ratunek dla księżniczki Reszehezady. Zgodnie z proroctwem, jeśli w ciągu 1001 godzin nie spadnie deszcz, zostanie ona ścięta. Pomóc może jedynie Kakofoniks, który swym śpiewem umie sprowadzać deszcz. Wraz z Asteriksem, Obeliksem i Cozamarą wyrusza do Indii na ratunek księżniczce.                            |
| 29                        | Róża i miecz (1997)                                         | La rose et la glaive (1991)                                                    | Zmęczone niekompetencją Kakofoniksa kobiety, sprowadzają kobietę-barda z Lutecji. Jest ona przyczyną sporów w osadzie i szybko zamienia miejscowe „kury domowe” w feministki. W międzyczasie Cezar ma kolejny plan podbicia osady. |
| 30                        | Galera Obeliksa (1997)                                      | La Galère d’Obélix (1996)                                                      | Grupa niewolników ucieka z Rzymu, kradnąc galerę Cezara i postanawiają szukać pomocy u słynnych niepokonanych Galów. Tymczasem zmęczony ciągłymi odmowami druida Panoramiksa, Obeliks postanawia skosztować magicznego napoju. |
| 31                        | Asteriks i Latraviata (2002)                                | Astérix et Latraviata (2001)                                                   | Powracający do Galii Pompejusz pragnie odzyskać swoją broń, jednak ta jest w posiadaniu rodziców Asteriksa i Obeliksa, którzy oddali złoty miecz i hełm swym dzieciom. Pompejusz decyduje się wynająć aktorkę imieniem Latraviata, która ma ją odzyskać, przebierając się za Falbalę.                                                                                           |
| 32                        | Galijskie początki (2006)                                   | Astérix et la rentrée gauloise (2003)                                          | Album zawiera 13 krótkich komiksów o Asteriksie: Galijski początek, Urodziny Asteriksa, 50 rok p.n.e., Czupuriks, Pod jemiołą w nowym roku, Mini, midi, maxi, Asteriks, jakiego nigdy nie widzieliście, Lutecja olimpijska, Galijska wiosna, Maskotka, Latynomania, Obelisc’h, Narodziny pomysłu i Skąd oni to wszystko biorą? W późniejszej edycji z 2013 dodano 14. historię. |
| 33                        | Kiedy niebo spada na głowę (2005)                           | Le ciel lui tombe sur la tête (2005)                                           | W Galii zjawiają się kosmici informując Galów, że źli Magmowie, przybysze z kosmosu, chcą skraść im napój Panoramiksa. Okazuje się, że o napoju wie cały wszechświat. |
| 34                        | Rocznica urodzin Asteriksa i Obeliksa. Złota księga (2009)  | L’anniversaire d’Astérix et Obélix – Le livre d’Or (2009)                      | Asteriks i Obeliks obchodzą swoje urodziny. Do galijskiej wioski przybywa tłum gości, których Galowie poznali podczas swych podróży. |
| 35                        | Asteriks u Piktów (2013)                                    | Astérix chez les Pictes (2013)                                                 | Asteriks i Obeliks znajdują na plaży zamrożonego Pikta – Mac Aronha. Wyruszają wraz z nim do Kaledonii (dzisiejsza Szkocja) aby zjednoczyć klany, uwolnić narzeczoną Mac Aronha – Rumiankę – i pokonać Mac Rofagha, kolaborującego z rzymskimi aliantami, wysłanymi przez Cezara na przygotowanie podboju Kaledonii.                                                            |
| 36                        | Papirus Cezara (2015)                                       | Le Papyrus de Cesar (2015)                                                     | Cezar podczas wydania Wojny galijskiej usuwa rozdział o porażkach z mieszkańcami wioski, który po licznych perypetiach dostaje się w ręce Asteriksa i Obeliksa |
| 37                        | Asteriks w Italii (2017)                                    | Astérix et la Transitalique (2017)                                             | Cezar organizuje wyścig rydwanów, w którym oczywiście biorą udział Asteriks i Obeliks. |
| 38                        | Córka Wercyngetoryksa (2019)                                | La Fille de Vercingétorix (2019)                                               | Adrenalina, córka generała Wercyngetoryksa, ukrywa się w wiosce galijskiej przed rzymskim tropicielem - Serialomaniksem. |
| 39                        | Asteriks i Gryf (2021)                                      | Astérix et le Griffon (2021)                                                   | Asteriks i Obeliks wyruszają do krainy Sarmatów, by ochronić tamtejszego szamana Akiedystravę, przyjaciela Panoramiksa. W tym samym czasie rzymscy legioniści na polecenie Juliusza Cezara ruszają do Sarmacji, by schwytać gryfa, tajemniczego stwora, który pomógłby Cezarowi wzmocnić władzę.                                                                                |
| 40                        | Biały Irys (2023)                                           | L’Iris blanc                                                                   | Legioniści z obozów otaczających wioskę Asteriksa tracą morale. By poprawić sytuację, Juliusz Cezar nakazuje szerzyć wśród żołnierzy trend pozytywnego myślenia, zwany Białym Irysem. Wkrótce przenika on także do wioski Galów; mieszkańcy szybko dzielą się na jego zwolenników i przeciwników.                                                                               |
| 41                        | Asteriks w Luzytanii (2025)                                 | Astérix en Lusitanie                                                           | |
| Tomy specjalne            |                                                             |                                                                                | |
| -                         | Jak Obeliks wpadł do kociołka druida, kiedy był mały (2009) | Comment Obélix est tombé dans la marmite du druide quand il était petit (1965) | Opowieść o tym, jak to się stało, że Obeliks wpadł do kotła z magicznym napojem, kiedy był mały. |
| -                         | Złoty menhir (2020)                                         | Le Menhir d’Or (1967)                                                          | Wznowienie w formie albumowej pozycji wydanej w 1967 w formie płyty z książką. |
| seria Idefiks i Nieugięci |                                                             |                                                                                | |
| 1                         | W tej dzielnicy żadnej łaciny! (2022)                       | Pas de quartier pour le latin! (2021)                                          | Seria jest komiksową adaptacją serialu animowanego opowiadającego o przygodach Idefiksa i jego psich kompanów. |
| 2                         | Rzymianie obejdą się smakiem! (2023)                        | Les Romains se prennent une gamelle! (2022)                                    | Seria jest komiksową adaptacją serialu animowanego opowiadającego o przygodach Idefiksa i jego psich kompanów. |
| 3                         | A w Lutecji nieźle buja (2023)                              | Ça balance pas mal à Lutèce (2022)                                             | Seria jest komiksową adaptacją serialu animowanego opowiadającego o przygodach Idefiksa i jego psich kompanów. |
| 4                         | Nieugięci robią niezły cyrk (2024)                          | Les irréductibles font le cirque (2023)                                        | Seria jest komiksową adaptacją serialu animowanego opowiadającego o przygodach Idefiksa i jego psich kompanów. |
| 5                         | Idefiks i druid (2024)                                      | Idéfix et le Druide (2023)                                                     | Seria jest komiksową adaptacją serialu animowanego opowiadającego o przygodach Idefiksa i jego psich kompanów. |
| 6                         | Świetlisty las (2025)                                       | La forêt lumière (2024)                                                        | Seria jest komiksową adaptacją serialu animowanego opowiadającego o przygodach Idefiksa i jego psich kompanów. |
| 7                         | Lutecka przeprawa (2025)                                    | La traversée de Lutèce (2024)                                                  | Seria jest komiksową adaptacją serialu animowanego opowiadającego o przygodach Idefiksa i jego psich kompanów. |
| 8                         |                                                             | À la poursuite du flacon vert (2025)                                           | Seria jest komiksową adaptacją serialu animowanego opowiadającego o przygodach Idefiksa i jego psich kompanów. |

Albumy związane z serią o Asteriksie:
1. W hołdzie Albertowi Uderzo: Asteriks i przyjaciele – zbiór komiksów różnych autorów wydany z okazji 80 urodzin Alberta Uderzo (wyd. polskie 2007)
2. 12 prac Asteriksa (adaptacja filmu animowanego o tym samym tytule) – komiks niebędący częścią oryginalnej serii (wyd. polskie 2012)
3. Tajemnica magicznego wywaru (adaptacja filmu animowanego) – komiks niebędący częścią oryginalnej serii (wyd. polskie 2019)

## Adaptacje filmowe

### Animowane
| Rok  | Tytuł oryginalny                | Tytuł polski             | Krótki opis | Głos | Głos (w wersji polskiej)                                           |
| ---- | ------------------------------- | ------------------------ | --- | --- | ------------------------------------------------------------------ |
| 1967 | Astérix le Gaulois              | Asterix Gall             | Cała Galia, prócz jednej wioski, została własnością Rzymian, a źródłem ciągłych zwycięstw niepokonanej wioski jest napój dający nadludzką moc. Rzymianie, by poznać sekret, wysyłają do wioski szpiega, który dowiaduje się o napoju. Gdy jego twórca, Panoramiks, zostaje porwany, Gall Asteriks rusza mu z pomocą. | Roger Carel (wersja francuska), Lee Payant (wersja angielska)                                                                             | Ryszard Nawrocki                                                   |
| 1968 | Astérix et Cléopâtre            | Asterix i Kleopatra      | Numerabis otrzymał od Kleopatry rozkaz budowy pięknego pałacu. O pomoc prosi Galów, którzy są twórcami napoju dającego nadludzkiej mocy. Ci wyruszają do Egiptu pomóc architektowi. | Roger Carel (wersja francuska), Hans Hessling (wersja niemiecka), Lee Payant (wersja angielska)                                           | Ryszard Nawrocki                                                   |
| 1976 | Les douze travaux d’Astérix     | Dwanaście prac Asteriksa | Pierwszy film o Asteriksie, nieoparty na komiksie. Cezar wyznacza Galom 12 prac – jeśli je wykonają, zostaną panami Rzymu. Asteriks i Obeliks podejmują się ich wykonania. | Roger Carel (wersja francuska), Sean Barrett (wersja angielska)                                                                           | Mieczysław Gajda (wersja z 1979), Ryszard Nawrocki (wersja z 1995) |
| 1985 | Astérix et la surprise de César | Asterix kontra Cezar     | W wiosce zjawia się córka/siostrzenica wodza, Falbala, w której zakochał się Obeliks, jednak jest zaręczona z Tragikomiksem. Gdy parę porywają Rzymianie, Asteriks i Obeliks wyruszają im na pomoc. | Roger Carel (wersja francuska), Jack Beaber (wersja angielska)                                                                            | Wiesław Drzewicz (wersja z 1987), Ryszard Nawrocki (wersja z 1995) |
| 1986 | Astérix chez les Bretons        | Asterix w Brytanii       | Brytanię atakują Rzymianie. Jedyna wolna wioska, w której mieszka kuzyn Asteriksa, prosi Galów o pomoc. Asteriks z Obeliksem wyruszają do Brytanii. | Roger Carel (wersja francuska), Jack Beaber (wersja angielska)                                                                            | Ryszard Nawrocki                                                   |
| 1989 | Astérix et le coup du menhir    | Wielka bitwa Asteriksa   | Rzymianie chcą porwać Panoramiksa. Podczas walki z Galami druid zostaje przypadkowo zgnieciony menhirem Obeliksa, przez co traci pamięć i rozum. Mieszkańcy osady próbują wszystkiego, by ten ją odzyskał. | Roger Carel (wersja francuska), Jürgen von der Lippe (wersja niemiecka) Bill Oddie i Henry Winkler (wersja angielska)                     | Ryszard Nawrocki                                                   |
| 1994 | Astérix et les indiens          | Asterix podbija Amerykę  | Rzymianie postanawiają wrzucić Panoramiksa w otchłań na „krawędzi świata”. Z pomocą druidowi ruszają Asteriks i Obeliks. Odkrywają oni, że Ziemia jest okrągła, a także nowy kontynent – Amerykę. | Roger Carel (wersja francuska), Peer Augustinski (wersja niemiecka), Craig Charles (wersja angielska) Pep Antón Muñoz (wersja hiszpańska) | Ryszard Nawrocki                                                   |
| 2006 | Astérix et les vikings          | Asterix i wikingowie     | Wikingowie usłyszeli, że strach dodaje skrzydeł, więc postanawiają porwać tchórza. Porywają Trendiksa, który zjawia się w wiosce Galów z polecenia swego ojca, który pragnie, by Galowie zrobili z niego mężczyznę. Z pomocą ruszają mu Asteriks z Obeliksem.                                                        | Roger Carel (wersja francuska), Paul Giamatti (wersja angielska)                                                                          | Mieczysław Morański                                                |

### Renderowane
| Rok  | Tytuł oryginalny                        | Tytuł polski                                    | Krótki opis | Głos                                                              | Głos (w wersji polskiej) |
| ---- | --------------------------------------- | ----------------------------------------------- | --- | ----------------------------------------------------------------- | ------------------------ |
| 2014 | Astérix: Le Domaine des dieux           | Asteriks i Obeliks: Osiedle bogów               | Wielki wódz i dożywotni dyktator Rzymu – Juliusz Cezar postanawia wypróbować wobec niepokornych nową taktykę. Cesarz rozkazuje więc wybudować obok wioski „Osiedle Bogów” – kolonię luksusowych posiadłości dla bogatych Rzymian.                          | Roger Carel (wersja francuska), Jack Whitehall (wersja angielska) | Wojciech Mecwaldowski    |
| 2019 | Astérix: Le Secret de la potion magique | Asteriks i Obeliks: Tajemnica magicznego wywaru | Podczas zbierania ziół druid Panoramiks ulega wypadkowi. Podejmuje on decyzję, że czas zapewnić przyszłość wiosce Galów. Razem z Asterixem i Obelixem wyrusza na poszukiwania młodego utalentowanego druida, któremu przekaże tajemnicę magicznego napoju. | Christian Clavier (wersja francuska)                              | Wojciech Mecwaldowski    |
| 2026 | Astérix: Le Royaume de Nubie            |                                                 | |                                                                   |                          |

### Aktorskie
| Rok  | Tytuł oryginalny                            | Tytuł polski                                      | Krótki opis | Aktor             | Głos (w wersji polskiej) |
| ---- | ------------------------------------------- | ------------------------------------------------- | --- | ----------------- | ------------------------ |
| 1999 | Astérix & Obélix contre César               | Asterix i Obelix kontra Cezar                     | Cezar podbija całą Galię z wyjątkiem jednej osady stawiającej opór, dzięki napojowi magicznemu druida Panoramiksa, który czyni wojowników niepokonanymi. Jeden z centurionów Cezara, Dwulicus, chce zdobyć napój dla siebie, by obalić dyktatora i samemu stać się panem Rzymu. | Christian Clavier | Mieczysław Morański      |
| 2002 | Astérix & Obélix: Mission Cléopâtre         | Asterix i Obelix: Misja Kleopatra                 | Numernabis otrzymał od Kleopatry rozkaz budowy pięknego pałacu. O pomoc prosi Panoramiksa, który rusza do Egiptu pomóc architektowi. Wraz z druidem ruszają Asteriks i Obeliks. | Christian Clavier | Mieczysław Morański      |
| 2008 | Astérix aux jeux olympiques                 | Asterix na olimpiadzie                            | Gall Romantiks, ukochany pięknej księżniczki greckiej, Iriny, musi wziąć udział w igrzyskach olimpijskich, by poślubić ukochaną. Próbuje mu w tym przeszkodzić Brutus, syn Cezara, który także pragnie poślubić Irinę. Asteriks, Obeliks i Kakofoniks jadą do Grecji, by trenować Romantiksa. | Clovis Cornillac  | Sławomir Pacek           |
| 2012 | Astérix et Obélix: Au service de Sa Majesté | Asterix i Obelix: W służbie Jej Królewskiej Mości | Gdy w 50 roku p.n.e. Cezar wyrusza na podbój Brytanii, nie spodziewa się wytrwałego oporu zaledwie jednej wioski. Mimo zaskakujących sukcesów, siły wkrótce zaczynają opuszczać dzielnych obrońców. Władczyni Kordelia szuka więc wsparcia u innych zaciekłych wrogów Rzymian. Zarówno ona, jak i spragniony kolejnych zwycięstw Cezar, nie przypuszczają, jakie spustoszenie na wyspach uczyni przybycie najdzielniejszych i najbardziej nieprzewidywalnych wojów Europy – Asteriksa i Obeliksa, a u ich boku młodego siostrzeńca wodza Galów – Skandalixa, którego charakter ma się zahartować w ogniu walki z pechowym najeźdźcą… | Édouard Baer      | Tomasz Borkowski         |
| 2023 | Astérix et Obélix: l'Empire du milieu       | Asteriks i Obeliks: Imperium Smoka                | Jedyna córka cesarza Chin, chcąc uwolnić się ze szponów złego księcia, ucieka do Galii i zwraca się o pomoc do Asteriksa i Obeliksa. | Guillaume Canet   | Waldemar Barwiński       |
| 2025 |                                             |                                                   | |                   |                          |

## Seriale animowane
- francuski serial animowany Idefiks i nieugięci o przygodach Idefiksa (przeżywanych przed spotkaniem Asteriksa i Obeliksa)[11]; stacja France 4 wyemitowała 52 odcinki[12],
- na 2025 r. zapowiedziano premierę serialu animowanego Asterix, stanowiącego adaptację albumu Walka wodzów[13].